# سی‌اف‌بی بادن–سولینگن
سی‌اف‌بی بادن-سولینگن (به انگلیسی: CFB Baden-Soellingen) (به زبان بومی: Flughafen Karlsruhe/Baden-Baden) یک فرودگاه نظامی با کد یاتا FKB است که یک باند فرود آسفالت دارد و طول باند آن ۳۳۰۰ متر است. این فرودگاه در کشور آلمان قرار دارد و در ارتفاع ۱۲۴ متری از سطح دریا واقع شده‌است.